# 犬村小六
犬村 小六（いぬむら ころく、1971年 - ）は、日本のゲームプランナー・ゲームシナリオライター・ライトノベル作家。

## 来歴
1971年、宮崎県に生まれる。早稲田大学政治経済学部卒業。ゲームプランナー、ゲームシナリオライターとして『幻想水滸伝III』『THE EYE OF JUDGMENT』『プリンセスメーカー5』などの制作に参加する。
2004年、エンターブレインのファミ通文庫にてPlayStation 2用ゲームソフト『Remember11 -the age of infinity-』のノベライズ作品を刊行し、作家デビューする。同年のうちにゲームノベライズ作品を数作発表するも、2005年から2006年までの間、作家としての作品の発表がなくなる。
2007年、2年以上にわたる空白期間を経て、小学館のガガガ文庫より初のオリジナル作品である『レヴィアタンの恋人』シリーズの刊行を開始し、2008年には『とある飛空士への追憶』を発表、高い評価を得る（詳細は下記、もしくは当該作品の項を参照）。その後、後者も『とある飛空士への恋歌』『とある飛空士への夜想曲』『とある飛空士への誓約』とシリーズ化した。
2024年現在、ノベライズ作品の執筆は行わず、主にオリジナル作品の執筆活動を続けている。

## 評価
売れない期間が続いたが2008年に刊行された代表作『とある飛空士への追憶』が大きな反響を呼び、本人も「作者が恐れおののくほどの好判を得て」いるとコメントしている。amazonエディターからの評価も高く「2008年上半期、見逃せない1冊です。」と好評を得た。『とある飛空士への追憶』は他メディアに展開しコミック化や、劇場アニメーション化されたほか、｢飛空士シリーズ｣としてシリーズ化され、第2作「とある飛空士への恋歌」(2014年1月から3月にかけてテレビアニメが放送された)、第3作「とある飛空士への夜想曲」、第4作「とある飛空士への誓約」と、2015年11月までの7年間に渡って全4タイトル17冊を刊行した。

## 作品

### ゲームノベライズ
- Remember11 上 ［こころ編］ （エンターブレイン、ファミ通文庫、2004年4月19日発売） ISBN 978-4-7577-1841-8
- Remember11 下 ［悟編］ （エンターブレイン、ファミ通文庫、2004年6月19日発売） ISBN 978-4-7577-1903-3
- ファナティック （エンターブレイン、ファミ通文庫、2004年8月23日発売） ISBN 978-4-7577-1969-9
- ナイトウィザードノベル 蒼き門の継承者 （エンターブレイン、ファミ通文庫、2004年10月20日発売） ISBN 978-4-7577-2035-0

### オリジナル小説
- レヴィアタンの恋人 （小学館、ガガガ文庫、2007年6月 - 刊行中、既刊4巻）
- 飛空士シリーズ（イラスト：森沢晴行）
  - とある飛空士への追憶 （小学館、ガガガ文庫、2008年2月19日発行） ISBN 978-4-09-451052-2
  - とある飛空士への恋歌 （小学館、ガガガ文庫、2009年2月 - 2011年1月、全5巻）
  - とある飛空士への夜想曲 （小学館、ガガガ文庫、2011年7月 - 2011年9月、全2巻）
  - とある飛空士への誓約（小学館、ガガガ文庫、2012年9月 - 2015年11月、全9巻）
- サクラコ・アトミカ （星海社、星海社FICTIONS、2011年4月15日発行） ISBN 978-4-06-138801-7
- 月のかわいい一側面 （星海社、最前線、2011年9月12日 - 2011年9月18日、Web掲載「カレンダー小説」第2弾）
- やがて恋するヴィヴィ・レイン（イラスト：岩崎美奈子、全7巻）
  - やがて恋するヴィヴィ・レイン（小学館、ガガガ文庫、2016年9月16日発行） ISBN 978-4-09-451634-0
  - やがて恋するヴィヴィ・レイン2（小学館、ガガガ文庫、2017年1月18日発行） ISBN 978-4-09-451657-9
  - やがて恋するヴィヴィ・レイン3（小学館、ガガガ文庫、2017年5月18日発行） ISBN 978-4-09-451681-4
  - やがて恋するヴィヴィ・レイン4（小学館、ガガガ文庫、2017年9月20日発行） ISBN 978-4-09-451701-9
  - やがて恋するヴィヴィ・レイン5（小学館、ガガガ文庫、2018年1月18日発行） ISBN 978-4-09-451716-3
  - やがて恋するヴィヴィ・レイン6（小学館、ガガガ文庫、2018年7月18日発行） ISBN 978-4-09-451745-3
  - やがて恋するヴィヴィ・レイン7（小学館、ガガガ文庫、2018年9月19日発行） ISBN 978-4-09-451753-8
- プロペラオペラ（イラスト：雫綺一生、全5巻）
  - プロペラオペラ（小学館、ガガガ文庫、2019年9月18日発売） ISBN 978-4-09-451812-2
  - プロペラオペラ 2（小学館、ガガガ文庫、2020年3月18日発売） ISBN 978-4-09-451834-4
  - プロペラオペラ 3（小学館、ガガガ文庫、2020年12月18日発売） ISBN 978-4-09-451873-3
  - プロペラオペラ 4（小学館、ガガガ文庫、2021年5月18日発売） ISBN 978-4-09-453007-0
  - プロペラオペラ 5（小学館、ガガガ文庫、2021年8月19日発売） ISBN 978-4-09-453023-0
- 白き帝国（イラスト：こたろう、既刊3巻）
  - 白き帝国 1 〜ガトランド炎上〜（小学館、ガガガ文庫、2024年2月19日発売） ISBN 978-4-09-453119-0
  - 白き帝国 2 〜約束の戦旗〜（小学館、ガガガ文庫、2024年7月18日発売） ISBN 978-4-09-453195-4
  - 白き帝国 3 〜アルテミシア純情〜（小学館、ガガガ文庫、2025年1月20日発売） ISBN 978-4-09-453227-2